# توپولا (استان دوبریچ)
توپولا (به بلغاری: Topola) یک منطقهٔ مسکونی در بلغارستان است که در شهرستان کاوارنا واقع شده‌است.